# フェレドキシンヒドロゲナーゼ
フェレドキシンヒドロゲナーゼ（ferredoxin hydrogenase）は、グリオキシル酸、ジカルボン酸代謝酵素の一つで、次の化学反応を触媒する酸化還元酵素である。
H2 + 2 酸化型フェレドキシン {\displaystyle \rightleftharpoons } 2 還元型フェレドキシン + 2 H+
反応式の通り、この酵素の基質はH2と酸化型フェレドキシン、生成物は還元型フェレドキシンとH+である。補因子として鉄、硫黄、ニッケルを用いる。
組織名はhydrogen:ferredoxin oxidoreductaseで、別名にH2 oxidizing hydrogenase、H2 producing hydrogenase [ambiguous]、bidirectional hydrogenase、hydrogen-lyase [ambiguous]、hydrogenase (ferredoxin)、hydrogenase I、hydrogenase II、hydrogenlyase [ambiguous]、uptake hydrogenase [ambiguous]がある。